# Dariusz Skrobol
Dariusz Skrobol (ur. 3 stycznia 1973 w Tychach) – polski samorządowiec, od 2010 burmistrz Pszczyny.

## Życiorys
Ukończył studia magisterskie na Wydziale Zarządzania Uniwersytetu Ekonomicznego w Katowicach oraz studia podyplomowe na WSB – Akademii Liderów Samorządowych w Katowicach. W 1998 i 2002 uzyskał mandat radnego Rady Miejskiej w Pszczynie. Od roku 2002 do 2006 był naczelnikiem Wydziału Promocji i Integracji Europejskiej. W latach 2006–2010 pełnił funkcję zastępcy burmistrza Pszczyny.
W grudniu 2010 roku startując z listy PPS (Pszczyńskiego Porozumienia Samorządowego) został wybrany na urząd burmistrza Pszczyny na okres kadencji 2010–2014 wygrywając wybory w drugiej turze z wynikiem 6 532 głosów (53,58% głosów). W grudniu 2014 startując z ramienia PPS (Pszczyńskiego Porozumienia Samorządowego) po raz kolejny został wybrany na Burmistrza Pszczyny na okres 2014–2018, wygrywając wybory w pierwszej turze z wynikiem 10 409 głosów (50,49% głosów). W grudniu 2018 roku po raz kolejny został wybrany na Burmistrza Pszczyny na okres 2018–2023, wygrywając wybory samorządowe w pierwszej turze z wynikiem 15 333 głosów (67,97% głosów).